# Отлив (роман)
«Отлив» (англ. The Ebb-Tide) — приключенческий роман британского писателя Роберта Льюиса Стивенсона, написанный им в соавторстве с пасынком, Ллойдом Осборном. Был впервые опубликован в 1894 году.

## Сюжет
Действие романа происходит на острове Таити. Здесь встречаются трое авантюристов-неудачников, которые пытаются вернуться к нормальной жизни.

## Создание и оценки
Стивенсон написал «Отлив» на острове Уполу в Тихом океане, полностью переработав черновой вариант, созданный его пасынком Ллойдом Осборном. Роман был опубликован в 1894 году, незадолго до смерти писателя. Сам Стивенсон остался им недоволен: в письме одному из друзей от 10 июня 1893 года он характеризует книгу как «ужасную пачкотню в третьем лице» и говорит, что диссонанс между «низкими» диалогами и высоким стилем повествования создал для него множество проблем в ходе работы.
Биограф Стивенсона Ричард Олдингтон счёл «Отлив» «превосходным детективным романом». Автор статьи о писателе в энциклопедии «Британника» характеризует книгу как «мрачное и сильное повествование, написанное в бесстрастном стиле» и показывающее, что Стивенсон в свои последние годы «достиг важного перелома».
Один из рецензентов пишет, что странный и запоминающийся персонаж романа по имени Этуотер, жестокий человек, постоянно говорящий о прощении Иисуса, попеременно отталкивающий и очаровывающий других персонажей, отражает противоречивые чувства Стивенсона к христианству.
«Отлив» стал литературной основой для двух одноимённых художественных фильмов (1922 и 1937 годов) и для фильма «Остров приключений» (1947 год).